# Harly
 Harly  là một xã ở tỉnh Aisne, vùng Hauts-de-France thuộc miền bắc nước Pháp.

## Chính quyền
Thị trưởng:
- René Lamy - Party: PS
- René Horb - Party: PS
- Bernard Destombes